# Jessica Wich
Jessica Wich (* 14. Juli 1990 in Kronach) ist eine ehemalige deutsche Fußballspielerin und die (bislang) letzte Torschützin der U23-Nationalmannschaft.

## Karriere

### Vereine
Jessica Wich begann ihre Karriere mit sechs Jahren beim SV Höfles/Vogtendorf. In der C-Jugend wechselte sie zum TSF Theisenort und dann zum SV Reitsch. Im Sommer 2006 schloss sie sich dem Zweitligaaufsteiger SC Regensburg an, für den sie vier Saisontore erzielte. Nach einem Jahr in Regensburg wechselte Wich zum Bundesligisten 1. FFC Turbine Potsdam. Am 26. August 2007 erzielte sie gegen die SG Wattenscheid 09 ihr erstes Bundesligator. Am 12. Januar 2008 gewann sie mit dem DFB-Hallenpokal ihren ersten nationalen Titel. In ihrer ersten Bundesligasaison erzielte sie 13 Tore und war damit erfolgreichste Torschützin ihrer Mannschaft. Ein Jahr später gewann sie mit den „Turbienen“ erneut den DFB-Hallenpokal sowie die Deutsche Meisterschaft. Zur Saison 2011/12 unterschrieb sie gemeinsam mit ihrer Potsdamer Mitspielerin Marie-Louise Bagehorn einen Vertrag mit dem Ligakonkurrenten Hamburger SV. Nach dem Rückzug des HSV aus der Frauen-Bundesliga nach der Saison 2011/12 wechselte Wich zum 1. FFC Frankfurt und unterschrieb dort einen Dreijahresvertrag. Mit Frankfurt gewann sie 2014 den DFB-Pokal. Am 20. Mai 2014 gab Bayer 04 Leverkusen die Verpflichtung Wichs zur Saison 2014/15 bekannt; im Sommer 2022 beendete Wich ihre Spielerkarriere.

### Nationalmannschaft
Am 29. August 2005 gab sie ihr Debüt in der U15-Nationalmannschaft. Im Spiel gegen Schottland erzielte sie alleine drei Tore. Mit der U17-Nationalmannschaft belegte sie im Turnier um den Nordic-Cup im Jahr 2006 und 2007 jeweils den dritten Platz. 2008 erreichte sie mit der U-19-Nationalmannschaft das Halbfinale bei der Europameisterschaft in Frankreich, das mit 2:4 n. V. gegen die U19-Nationalmannschaft Norwegens verloren wurde.
Mit der U20-Nationalmannschaft errang sie den Weltmeister-Titel im eigenen Land. Sie bestritt zudem vier von insgesamt 19 ausgetragenen Länderspielen der U23-Nationalmannschaft und erzielte zugleich im bislang letzten Länderspiel am 12. Mai 2012 in Hamburg beim 2:0-Sieg über die U23-Nationalmannschaft Schwedens mit dem Treffer zum Endstand in der 48. Minute auch das bislang letzte Tor für diese Altersklasse.

## Erfolge
Nationalmannschaft
- U20-Weltmeister 2010
- Halbfinalist U19-Europameisterschaft 2008

1. FFC Turbine Potsdam
- UEFA-Women’s-Champions-League-Sieger 2010
- Deutscher Meister 2009, 2010, 2011
- DFB-Pokal-Siegerin 2014
- DFB-Hallenpokal-Sieger 2008, 2009, 2010

Bayer 04 Leverkusen
- Dritter 2. Bundesliga Süd 2018 und Aufstieg in die Bundesliga
- DFB-Hallenpokal-Sieger 2015

## Sonstiges
Jessica Wich besuchte die Lucas-Cranach Grundschule in Kronach, Bayern. Danach wechselte sie erst an die Gottfried-Neukam-Volksschule in Kronach und danach an die Private Wirtschaftsschule Lichtenfels. Nach ihrem Schulabschluss am Oberstufenzentrum Potsdam begann sie eine Ausbildung zur Immobilienkauffrau.